# Guildita
La guildita és un mineral de la classe dels sulfats. Anomenada així per Carl Lausen l'any 1928 en honor de Frank Nelson Guild, professor de la Universitat d'Arizona. El mineral es forma a partir de condicions antropogèniques (focs de mina), i molt probablement no hagués estat acceptat com a tal amb les regles internacionals actuals.

## Classificació
Segons la classificació de Nickel-Strunz, la guildita pertany a «07.DC: Sulfats (selenats, etc.) amb anions addicionals, amb H₂O, amb cations de mida mitjana només; cadenes d'octaedres que comparteixen costats» juntament amb els següents minerals: aluminita, meta-aluminita, parabutlerita, fibroferrita, xitieshanita, botriògen, zincobotriògen, chaidamuita i butlerita.

## Característiques
La guildita és un sulfat de fórmula química CuFe³⁺(SO₄)₂(OH)(H₂O)₄. Cristal·litza en el sistema monoclínic. La seva duresa a l'escala de Mohs és 2,5.

## Formació i jaciments
Es forma com a mineral secundari en focs de mina que cremen menes de pirita. S'ha descrit als Estats Units i a Eslovàquia.